# Сапега, Игнацы
Князь Игнацы Сапега (пол. Ignacy Piotr Sapieha, до 1721 — 15 апреля 1758, Вишнице) — государственный деятель Великого княжества Литовского, чашник великий литовский (1740—1744), подскарбий надворный литовский (1744—1750), воевода мстиславский (1750—1758).

## Биография
Происходил из коденской линии знатного литовского магнатского рода Сапег герба «Лис». Сын воеводы берестейского Владислава Иосафата Сапеги (1652—1733) и Криштины Сангушко (1679—1756). Старший брат — Кароль Юзеф.
В 1727 году находился в Дрездене, в 1732 году был избран послом на сейм. В 1733 году поддержал избрание Станислава Лещинского новым королём польским и великим князем литовским. Вместе с братом Каролем Юзефом сохранял верность Станиславу Лещинскому вплоть до его отречения в 1736 году.
Занимал ряд высоких государственных должностей в Великом княжестве Литовском, избирался послом на сеймы, был депутатом Литовского Трибунала.
В 1740 году при поддержке своего родственника, великого канцлера литовского Яна Фредерика Сапеги, Игнацы Сапега стал чашником великим литовским. В 1744 году был избран послом на сейм. В 1746 году при содействии магнатской партии «Фамилия» получил командование над панцирной хоругвью в литовской армии, но это не привело к переходу его в лагерь сторонников Чарторыйских.
В 1744 году Игнацы Сапега получил должность подскарбия надворного литовского, в 1748 году стал кавалером Ордена Белого Орла.
В 1750—1758 годах занимал должность воеводы мстиславского.
В 1752—1753 годах Игнацы Сапега безуспешно пытался добиться должности подканцлера великого литовского.
15 апреля 1758 года скончался в Вишнице.

## Семья и дети
В 1731 году женился на Анне Красицкой (1707—1751). Дети:
- Ян Сапега (ум. 1757), генерал-майор польских войск
- Юзеф Сапега (ум. 1792), кравчий великий литовский
- Франтишек Ксаверий Сапега (ум. 1808), последний воевода смоленский
- Каетан Михаил Сапега (1749—1771), полоцкий маршалок Барской конфедерации